# The Law of the Great Northwest
Pour plus de détails, voir Fiche technique et Distribution.
The Law of the Great Northwest est un film américain réalisé par Raymond Wells, sorti en 1918.

## Synopsis
Hal Sinclair tient le comptoir commercial de Fort Roscher dans les Territoires du Nord-Ouest canadien et en profite pour tromper les trappeurs. Mais un jour un groupe de marchands de fourrure arrive en ville. Après qu'ils ont presque tous été tués par Mont Brennan, l'homme de main de Sinclair, l'Officier Jamison de la Police montée du Nord-Ouest est envoyé sur place. Charles Morin, un riche homme d'affaires, arrive lui aussi à Fort Roscher dans l'intention de se lancer dans le commerce de fourrures. Morin tombe bientôt amoureux de Marie Monest, la fille d'un trappeur. Sinclair, qui lui aussi est tombé amoureux de la jeune femme, demande à Brennan de tuer le jeune homme, mais Marie entend leur conversation. Elle tire sur Brennan au moment où celui-ci visait Morin et le tue. Elle est accusée de meurtre mais, avec l'aide de Jamison, lui aussi amoureux d'elle, elle est disculpée.

## Fiche technique
- Titre original : The Law of the Great Northwest
- Réalisation : Raymond Wells
- Scénario : Charles Mortimer Peck
- Photographie : Gilbert Warrenton
- Société de production : Triangle Film Corporation
- Société de distribution : Triangle Distributing Corporation
- Pays d'origine :  États-Unis
- Langue originale : anglais
- Format : noir et blanc — 35 mm — 1,37:1 — Film muet
- Genre : drame
- Durée : 50 minutes (5 bobines)
- Dates de sortie :  États-Unis : 14 avril 1918
- Licence : Domaine public

## Distribution
- Will Jeffries : Jamison
- Gino Corrado : Charles Morin
- William Dyer : Hal Sinclair
- Louis Durham : Mont Brennan
- William V. Mong : Petain Monest
- Margery Wilson : Marie Monest